# Landnám
Landnám è il termine norreno che indica l'insediamento dei Vichinghi norvegesi in diverse terre a partire dal IX secolo d.C.; in particolare, il termine si riferisce agli insediamenti in Islanda e nelle Isole Fær Øer.

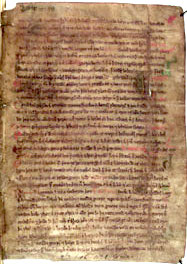
Una pagina di un manoscritto in pergamena del Landnámabók, conservato nell'Istituto Árni Magnússon di Reykjavík, Islanda.

Un documento che testimonia la colonizzazione dell'Islanda è il Landnámabók (che in islandese significa "Libro dell'Insediamento"), che alcuni studiosi attribuiscono ad Ari Þorgilsson, autore scandinavo del XII secolo, ma che ci è pervenuto solo in versioni più tarde (XIII-XIV secolo) scritte da altri autori (Sturla Þórðarson, Haukr Erlendsson, Snorri Markússon). Il Landnámabók elenca i nomi e la genealogia di oltre 3000 colonizzatori, l'estensione dei loro possedimenti a la storia dei loro feudi. Probabilmente lo scrittore di questa compilazione ha attinto alla tradizione orale, che costituiva il patrimonio di maggiore valore per gli autori del Medioevo, i quali non disponevano di documenti scritti prima dell'introduzione del Cristianesimo in Scandinavia (IX-XI secolo), eccetto le iscrizioni runiche.